# المفوض المقيم لبورتوريكو
المفوض المقيم لبورتوريكو هو عضو ليس له حق التصويت في مجلس النواب الأمريكي وينتخب من قبل ناخبي كومنولث بورتوريكو الأمريكية كل أربع سنوات، ليكون العضو الوحيد في مجلس النواب الذي يخدم أربعة سنوات.
يعمل المفوضون من جميع النواحي كأعضاء في الكونغرس، بما في ذلك رعاية التشريعات والعمل في لجان الكونغرس، حيث يمكنهم التصويت على التشريع، باستثناء أنهم يُحرمون من التصويت على الفصل النهائي للتشريع في قاعة مجلس النواب. إنهم يتقاضون راتبًا قدره 174 ألف دولار في السنة ويتم تحديدهم بأنهم عضو في الكونغرس.
المفوضة الحالية هي جينيفر غونزاليس كولون من الحزب التقدمي الجديد، وهي أول امرأة تشغل هذا المنصب. وهي تنتمي أيضًا إلى الحزب الجمهوري على المستوى الوطني.
لدى الأقاليم الأمريكية الأخرى موقف تمثيلي مماثل يسمى مندوب.

## التاريخ
كان كونغرس الولايات المتحدة قد شغل «مندوبين» غير مصوتين من مختلف الأقاليم منذ عام 1794 مع توسع البلاد عبر أمريكا الشمالية؛ تم قبول جميع هذه الأراضي في النهاية كولايات. كان منصب المندوب منصبًا تشريعيًا مدته سنتان، تمامًا مثل عضو الكونغرس.
حصلت الولايات المتحدة على العديد من الممتلكات في الخارج نتيجة للحرب الإسبانية الأمريكية. وبينما صوت مجلس النواب في عام 1900 لبورتوريكو من أجل اختيار مندوب، ابتكر الكونغرس بدلًا من ذلك شكلًا جديدًا من التمثيل الإقليمي في شخص المفوض المقيم. جادل عضو مجلس الشيوخ الأمريكي جون كويت سبونر بأن منح إقليم لمندوب يعني ضمنيًا أنه كان في طريقه إلى إقامة ولاية، وهو ما أكد أنه غير مضمون للممتلكات الجديدة المكتسبة في الحرب، مثل بورتوريكو والفلبين. في الواقع، وبعد أكثر من قرن من الزمان، لم تصبح أي منهما ولاية. (ظلت بورتوريكو إحدى أراضي الولايات المتحدة، بينما صارت الفلبين جمهورية مستقلة في عام 1946.)
خدمت المناصب الأصلية للمفوض المقيم لمدة عامين، رغم تمديدها لاحقًا إلى أربع سنوات بدءً من عام 1920. كما كان للمنصب مسؤوليةً تنفيذية بالإضافة إلى المسؤوليات التشريعية. لقد تم استخدام المصطلح لأجزاء من الإمبراطورية البريطانية (انظر المفوض المقيم)، ولكن بمعنى معاكس تقريبًا؛ كان يتم إرساله أو الاعتراف به كممثل للتاج لإدارة إقليم. يشير المفوض المقيم الأمريكي دائمًا لممثل إقليم ما إلى الحكومة الوطنية.
لقد تطور هذا التمثيل بمرور الوقت. في البداية، لم يكن بوسع المفوض المقيم أن يكون حاضرًا في قاعة مجلس النواب؛ مُنحت امتيازات الأرضية في عام 1902. في عام 1904، حصل صاحب المنصب على الحق في التحدث أثناء المناقشة والعمل في لجنة شؤون الجزر، التي كانت مسؤولة عن الأراضي المكتسبة في الحرب الإسبانية الأمريكية.
في عام 1933، تم تعيين المفوض المقيم سانتياغو إغليسياس في لجان إضافية، وعمل كل من خلفائه في لجان أخرى أيضًا. ولكن في عام 1970 فقط حصل المفوض المقيم على حق التصويت في اللجان أو اكتساب الأقدمية أو تولي مناصب قيادية.
يتمتع المفوض المقيم حاليًا، مثل المندوبين من الأقاليم الأخرى ومقاطعة كولومبيا، بجميع حقوق أعضاء مجلس النواب الآخرين تقريبًا، بما في ذلك القدرة على رعاية مشاريع القوانين وتقديم التعديلات والاقتراحات. ما زال ممثلو الأقاليم غير قادرين على التصويت على المسائل المعروضة على مجلس النواب بكامل هيئته.

## ملخص المفوضين
- 1901–1905: فيديريكو ديجيتاو
- 1905-1911: توليو لاريناجا
- 1911-1916: لويس مونيوث ريفيرا
- 1916-1917: «شاغر»
- 1917-1932: فيليكس كوردوفا دافيلا
- 1932-1932: «شاغر»
- 1932-1933: خوسيه لورنزو بيسكيرا
- 1933-1939: سانتياغو إغليسياس
- 1939-1939: «شاغر»
- 1939-1945: بوليفار باغان
- 1945-1946: خيسوس ت. بينيرو
- 1946-1946: «شاغر»
- 1946-1965: أنطونيو فيرنوس إيزرن
- 1965-1969: سانتياغو بولانكو أبرو
- 1969-1973: خورخي لويس كوردوفا
- 1973-1977: خايمي بينيتيز ريكساتش
- 1977-1985: بالتاسار كورادا ديل ريو
- 1985-1992: خايمي فوستر
- 1992-1993: أنطونيو كولورادو
- 1993-2001: كارلوس روميرو بارسيلو
- 2001-2005: أنيبال أسيفيدو فيلا
- 2005-2009: لويس فورتونيو
- 2009-2017: بيدرو بييرلويزي
- 2017 - الآن: جينيفر غونزاليس

## منطقة الكونغرس العامة في بورتوريكو
يتم تمثيل بورتوريكو بمفوض مقيم لا يحق له التصويت في مجلس النواب بالولايات المتحدة. المفوض المقيم الحالي هو جينيفر غونزاليس.

## قائمة المفوضين المقيمين قبل دستور كومنولث بورتوريكو
| المفوض المقيم                     | الحزب المحلي            | الحزب الوطني      | التاريخ                        | تاريخ الانتخاب                                 |
| --------------------------------- | ----------------------- | ----------------- | ------------------------------ | ---------------------------------------------- |
| المنطقة تم إنشاؤها في 4 مارس 1901 |                         |                   |                                |                                                |
| فيديريكو ديجيتاو وجونزاليس        | الحزب الجمهوري          | الجمهوري          | 4 مارس 1901 – 3 مارس 1905      | قالب:Data missing تقاعد.                       |
| توليو لاريناجا                    | الاتحاد الجمهوري        | قالب:Data missing | 4 مارس 1903 – 3 مارس 1911      | قالب:Data missing تقاعد.                       |
| لويس مونيوث ريفيرا                | الاتحاد الجمهوري        | قالب:Data missing | 4 مارس 1911 – 15 نوفمبر 1916   | قالب:Data missing مات.                         |
| شاغر                              | شاغر                    | شاغر              | 16 نوفمبر 1916 – 6 أغسطس 1917  | انتخابات خاصة في 16 يوليو 1917                 |
| فيليكس L. M. كوردوفا دافيلا       | الاتحاد الجمهوري        | قالب:Data missing | 7 أغسطس 1917 – 11 أبريل 1932   | عين في عدالة المحكمة العليا في بورتوريكو       |
| شاغر                              | شاغر                    | شاغر              | 12 أبريل 1932 – 14 أبريل 1932  | قالب:Data missing                              |
| خوسيه لورنزو بيسكيرا              | مستقل                   | قالب:Data missing | 15 أبريل 1932 – 3 مارس 1933    | قالب:Data missing تقاعد.                       |
| سانتياغو إغليسياس بانتين          | الاشتراكي               | قالب:Data missing | 4 مارس 1933 – 5 ديسمبر 1939    | قالب:Data missing مات.                         |
| شاغر                              | شاغر                    | شاغر              | 5 ديسمبر 1939 – 26 ديسمبر 1939 | قالب:Data missing                              |
| بوليفار باغان                     | الاتحاد الجمهوري        | قالب:Data missing | 26 ديسمبر 1939 – 3 يناير 1945  | قالب:Data missing تقاعد.                       |
| خيسوس ت. بينيرو خيمينيز           | الحزب الشعبي الديمقراطي | الديمقراطي        | 3 يناير 1945 – 2 سبتمبر 1946   | قالب:Data missing استقال ليصبح حاكم بورتوريكو. |

## انظر أيضَا
- قائمة مقاطعات الكونغرس بالولايات المتحدة
- المفوضون المقيمون من الفلبين